# Jean-Mathieu Nisen
Jean-Mathieu Nisen, fälschlich auch Jean Baptiste Nisen (* 24. Dezember 1819 in Ster bei Francorchamps (heute Stavelot), Königreich der Vereinigten Niederlande; † 10. Oktober 1885 in Lüttich, Belgien), war ein belgischer Porträt-, Historien- und Genremaler sowie Hochschullehrer.

## Leben

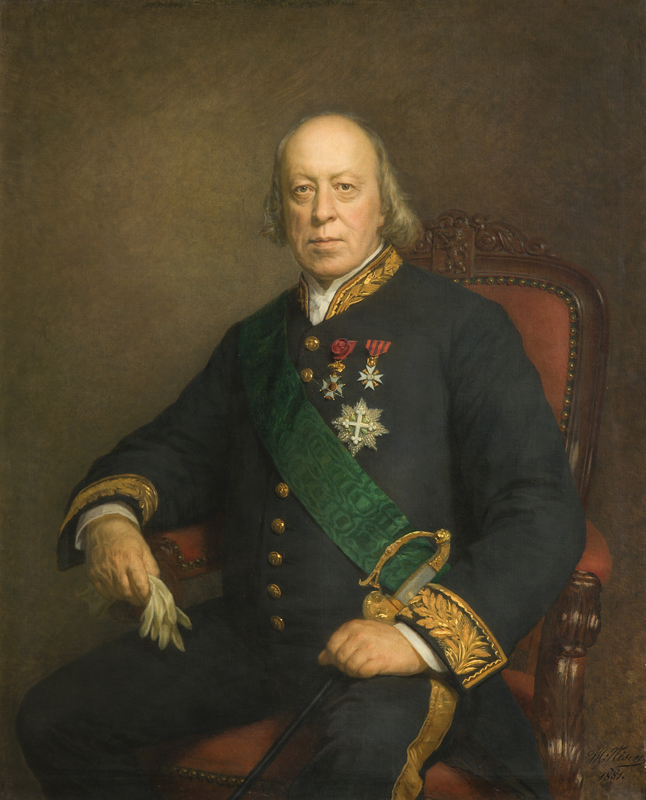
Bildnis des Edmond de Selys-Longchamps, 1881

Nisen, Sohn des Kleinbauern Jean-Godefroid Nisen und dessen Ehefrau Marie-Jeanne Raskin, studierte in den Jahren 1835 bis 1838 unter dem Porträtmaler Barthélemy Vieillevoye Malerei an der Académie royale des beaux-arts de Liège. Seine Ausbildung setzte er an der Kunstakademie Antwerpen bei Mathieu Ignace van Brée und Gustave Wappers fort. Mit einem Stipendium der Fondation Lambert Darchis ging er 1841 nach Rom, wo er bis 1845 blieb. Dort wurde er Schüler des Nazareners Friedrich Overbeck, dessen Stil ihn nachhaltig inspirierte. Im Sommer 1843 weilte er zu Studien in Florenz. 1845 ließ er sich in Lüttich nieder und etablierte sich als gefragter Porträtmaler des gehobenen Bürgertums und Adels. Er heiratete Octavie-Pauline de Neufmostier (≈1832–1864). Am 16. Juni 1850 wurde dem Paar der Sohn Félix geboren, später auch ein Maler.
Zusammen mit Jules Helbig wurde er zur Ausstattung der Lütticher Kirche Heilig-Kreuz hinzugezogen. In diesem Zusammenhang bereisten sie 1851 verschiedene Beispiele religiöser Wandmalerei in Westdeutschland. Nisen errang eine Goldmedaille auf dem Brüsseler Salon des Jahres 1863, ferner beteiligte er sich an Ausstellungen in München und Düsseldorf. 1868 wurde Nisen als Zeichenlehrer an die Lütticher Kunstakademie berufen. Dort unterrichtete bis 1881. Zu seinen Schülern zählten Edgard d’Hont (1861–1941) und François Maréchal (1861–1945).
1869 wurde er zum Ritter, 1881 zum Offizier des Leopoldordens ernannt.